# Paulo Kassoma
Pour les articles homonymes, voir Kassoma.
António Paulo Kassoma, né le 6 juin 1951 à Rangel, à Luanda (Angola), est un homme d'État angolais. Premier ministre du 30 septembre 2008 au 4 février 2010, succédant à Fernando Dias dos Santos. Le poste de Premier ministre est supprimé après lui et Dias dos Santos est nommé vice-président de la République, tandis que Kassoma est élu président de l'Assemblée nationale.
De 1978 à 1979, il est vice-ministre de la Défense chargé des armes et de la technologie. Il a ensuite été vice-ministre des Transports et de la Communication de 1988 à 1989, ministre des Transports et des Communications de 1989 à 1992. Puis il est transféré au poste de ministre de l'Administration territoriale le 9 avril 1992. En 2007, il a été nommé gouverneur de la Province de Huambo, et en 2008 Premier ministre. Ce dernier poste ayant été aboli par la constitution de 2010, Kassoma a par la suite été élu président de l'Assemblée nationale.

## Biographie
Kassoma est né dans la municipalité de Rangel, située à Luanda, la capitale. Ses parents, Paulo Kassoma et Laurinda Katuta, étaient originaires de Bailundo, une ville de la province de Huambo. Il a étudié le génie électromécanique. 
De 1978 à 1979, Kassoma a été vice-ministre de la Défense pour les armes et la technologie au sein du gouvernement du Mouvement populaire pour la libération de l'Angola (MPLA). Il a ensuite été vice-ministre des transports et des communications de 1988 à 1989, puis ministre des transports et des communications de 1989 à 1992. Il a été muté au poste de ministre de l'administration territoriale le 9 avril 1992.
Kassoma était plus tard le gouverneur de la province de Huambo et le premier secrétaire du MPLA dans la province de Huambo. Le 11 février 2002, Kassoma a offert aux fermiers blancs du Zimbabwe qui ont perdu leurs fermes à la suite de la réforme agraire de ce pays la possibilité de se réinstaller sur 10 000 hectares de terres agricoles abandonnées à Huambo (en particulier à Chipipa) et cultiver du maïs . Selon Kassoma, cela pourrait contribuer au développement économique de Huambo. Lors du Cinquième Congrès ordinaire du parti en décembre 2003, Kassoma a été élu au Bureau politique du MPLA. 
Le 26 septembre 2008, à la suite de la victoire du MPLA aux élections législatives de septembre 2008 , le bureau politique du MPLA a choisi Kassoma pour succéder à Fernando da Piedade Dias dos Santos au poste de Premier ministre. Conformément à la décision du Bureau politique, le président José Eduardo dos Santos a nommé Kassoma Premier ministre le 30 septembre 2008; dans le même décret, il a licencié Kassoma de son poste de gouverneur de la province de Huambo. Kassoma a été assermenté par dos Santos au palais présidentiel de Luanda le même jour. S'adressant à la presse par la suite, Kassoma a déclaré qu'il accorderait une priorité à l'accélération du processus de reconstruction nationale. Il a dit qu'il était fier de sa nomination, tout en exprimant une certaine tristesse de quitter le peuple de Huambo. 
Le gouvernement de Kassoma a été nommé le 1er octobre. Il y avait 35 membres de ce gouvernement, dont 17 étaient nouveaux au gouvernement. 
Aux termes d'une nouvelle constitution votée par l'Assemblée nationale le 21 janvier 2010, la fonction de Premier ministre a été supprimée. Kassoma a ensuite été désigné comme président de l'Assemblée nationale, en remplacement de Fernando da Piedade Dias dos Santos, qui a été nommé vice-président de l'Angola. À la suite des élections législatives de 2012, Piedade a été élu pour remplacer Kassoma à la présidence de l'Assemblée nationale le 27 septembre 2012. 
Le 28 juin 2013, Kassoma a été nommé président du conseil d'administration de Banco Espírito Santo Angola, une grande banque angolaise. Il a par conséquent été remplacé à son siège à l'Assemblée nationale le 18 juillet 2013.